# Bulgarische Eisenbahninfrastrukturgesellschaft

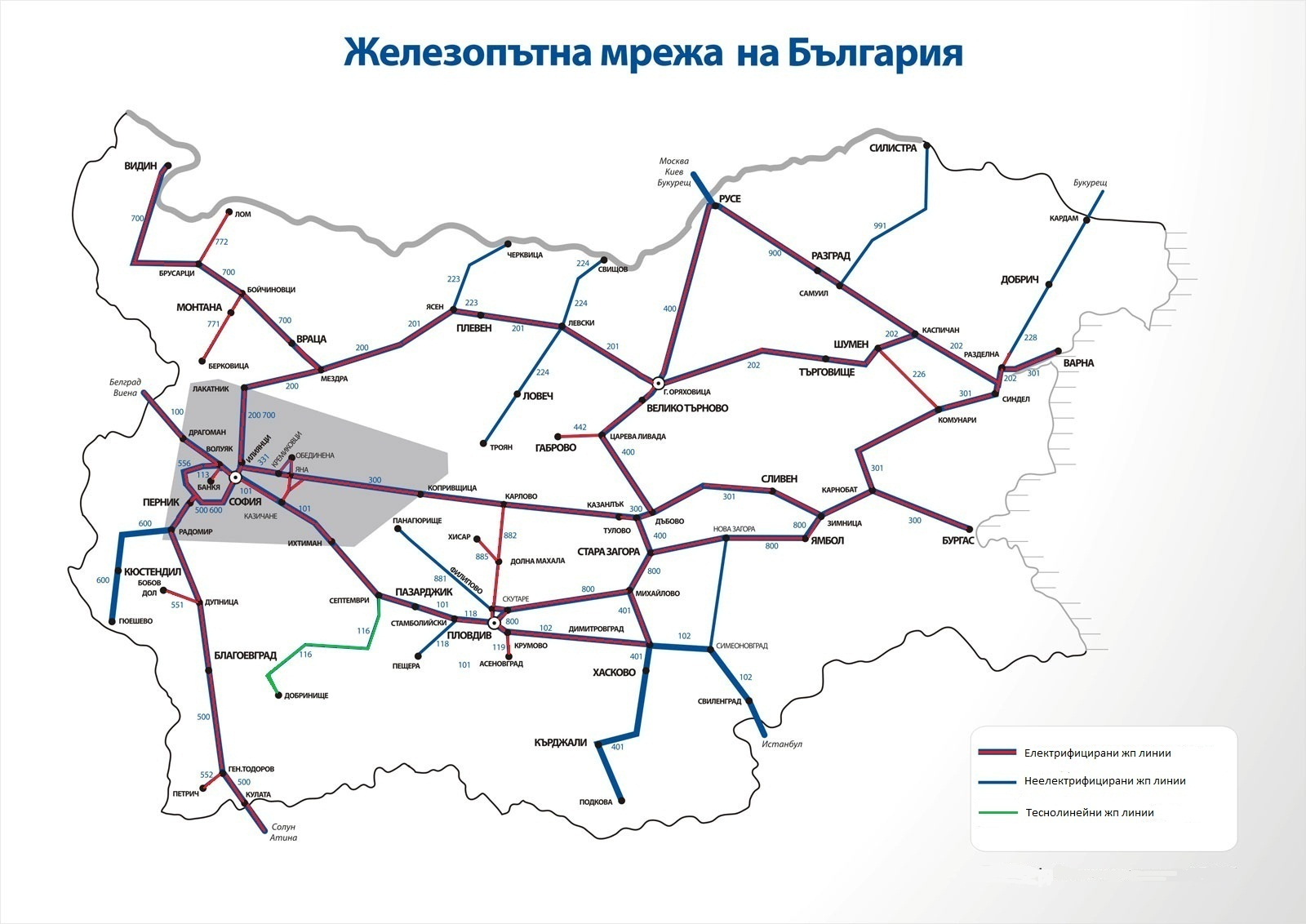
Bulgarisches Eisenbahnnetz (rot=Normalspur/elektrifiziert, blau=Normalspur/nicht elektrifiziert, grün=Schmalspur/nicht elektrifiziert)

NK Shelesopatna Infrastruktura (bulgarisch Национална компания Железопътна инфраструктура, Abkürzung: НКЖИ NKŽI; deutsch Staatsunternehmen der Eisenbahninfrastruktur) ist das staatliche Eisenbahninfrastrukturunternehmen in Bulgarien. Shelesopatna Infrastruktura entstand am 1. Januar 2002.
Shelesopatna Infrastruktura betreibt 6455 km Eisenbahnstrecken; davon 6302 km in Spurweite 1435 mm. Die restlichen Strecken haben Schmalspur 760 mm oder Breitspur 1520 mm. Letztere befinden sich im Fährhafen Warna. 70 % der Strecken sind mit 25 kV / 50 Hz elektrifiziert.
Das bulgarische Eisenbahnnetz ist verbunden mit den Eisenbahnen Serbiens, Rumäniens, der Türkei und Griechenlands.
Außerdem fallen noch 296 Bahnhöfe und 397 Haltepunkte in die Zuständigkeit der Shelesopatna Infrastruktura.
Das Unternehmen ist Mitglied im Internationalen Eisenbahnverband und in der RailNetEurope. Die Fahrzeughalterkennzeichnung ist NRIC.
Hauptsitz des Unternehmens ist Boulevard Knjaginja Maria Luisa 110 in Sofia, unweit des Hauptbahnhofs.